# Baltemar Brito
Baltemar José Oliveira Brito (Recife, Brasil, 9 de enero de 1952) es un exjugador y entrenador de fútbol brasileño. Actualmente está sin club.
Durante muchos años fue segundo entrenador de José Mourinho en el Chelsea. Es hermano, por parte de padre, del artista Romero Brito.

## Carrera como jugador
Nacido en Recife, Pernambuco, Brito pasó la gran mayor parte de su carrera profesional en Portugal, representando a Vitória de Guimarães (no jugó partidos de liga), Paços de Ferreira (dos etapas), Feirense, Rio Ave (dos temporadas), Vitória Setúbal y Varzim SC.
A lo largo de ocho temporadas, acumuló un total de 197 partidos y siete goles en la Primeira Liga en representación de todos los clubes excepto el Paços, con el que compitió únicamente en Segunda División. Se retiró a finales de la temporada 1987-88 a la edad de 36 años, tras sufrir el descenso en la máxima categoría con el Varzim.

## Carrera como entrenador
Brito estuvo al frente del Varzim durante dos partidos en su última temporada como jugador, logrando dos empates. Posteriormente, estuvo dos períodos como entrenador del humilde CA Macedo de Cavaleiros.
En la temporada 2001-02, en la U.D. Leiria, Brito inició un vínculo con José Mourinho que duraría ocho años. El asistente formó parte de un cuarteto en el que también estaban el preparador físico Rui Faria, el entrenador de porteros Silvino Louro y el cazatalentos André Villas-Boas, que siguieron más tarde al joven entrenador del FC Porto al Chelsea.
Brito también se especializó en trabajos audiovisuales para preparar al equipo para los partidos. Cuando Mourinho dejó al equipo de la Premier League a principios de 2007-08, también lo hizo todo su cuerpo técnico. El 5 de junio de 2010 fue nombrado entrenador del C.F. Os Belenenses en la segunda categoría portuguesa, pero fue despedido al mes siguiente antes de que comenzara la temporada. Ese mismo año comandó el Al-Ittihad de Libia y debido a la crisis interna en el país abandonó el club. Luego entrenó al Al-Dhafra de Emiratos Árabes Unidos. 
En noviembre de 2012, fue confirmado como entrenador del Grêmio Osasco. Sin embargo, fue despedido el 18 de marzo de 2013, por malos resultados en la competición.
En 2013, regresó al Al-Ittihad de Libia. A partir del 2015, acompañó como segundo entrenador a José Morais en el Espérance de Túnez y posteriormente en el AEK Atenas de Grecia.
El 8 de enero de 2018, Brito se convirtió en entrenador del Union Titus Pétange, club de la primera liga luxemburguesa. Dejó el club de mutuo acuerdo en diciembre de 2018, luego de una serie de malos resultados.
El 3 de junio de 2022, Highlanders FC anunció su nombramiento para dirigir el primer equipo. En septiembre de 2023, la Asociación de Fútbol de Zimbabue lo anunció como entrenador de la selección absoluta, aunque aclararon que permanecería en el club de Bulawayo.En enero de 2024, su contrato venció y no fue renovado por la directiva africana.

## Clubes

### Como jugador
| Club                 | País     | Año       |
| -------------------- | -------- | --------- |
| Sport Recife         | Brasil   | 1972      |
| Santa Cruz           | Brasil   | 1973-1974 |
| Vitória de Guimarães | Portugal | 1974-1975 |
| Paços de Ferreira    | Portugal | 1975-1977 |
| Feirense             | Portugal | 1977-1979 |
| Paços de Ferreira    | Portugal | 1979-1980 |
| Rio Ave              | Portugal | 1980-1982 |
| Vitória de Setúbal   | Portugal | 1982-1983 |
| Rio Ave              | Portugal | 1983-1985 |
| Varzim               | Portugal | 1985-1988 |

### Como entrenador
| Club                  | País                   | Año       |
| --------------------- | ---------------------- | --------- |
| Varzim                | Portugal               | 1988      |
| Macedo de Cavaleiros  | Portugal               | 1989-1994 |
| Macedo de Cavaleiros  | Portugal               | 1998-1999 |
| CRPP Barrosas         | Portugal               | 1999-2000 |
| Os Belenenses         | Portugal               | 2010      |
| Al-Ittihad            | Libia                  | 2010-2011 |
| Al-Dhafra             | Emiratos Árabes Unidos | 2011-2012 |
| Grêmio Osasco         | Brasil                 | 2012-2013 |
| Al-Ittihad            | Libia                  | 2013-2014 |
| Union Titus Pétange   | Luxemburgo             | 2018      |
| Highlanders FC        | Zimbabue               | 2022-2023 |
| Selección de Zimbabue | Zimbabue               | 2023-2024 |